# Levente Bartha
Levente Bartha (ur. 8 marca 1977) – rumuński lekkoatleta specjalizujący się w rzucie oszczepem.
Ma w dorobku szereg medali (także złotych) z igrzysk i mistrzostw krajów bałkańskich. Złoty medalista światowych igrzysk wojskowych w 2007 roku. Zdobył brązowy krążek igrzysk frankofońskich w 2009 w Bejrucie. Od 2001 roku regularnie reprezentuje Rumunię w pucharze Europy, zimowym pucharze Europy w rzutach lekkoatletycznych oraz drużynowym czempionacie Starego Kontynentu. Medalista mistrzostw Rumunii i reprezentant kraju w meczach międzypaństwowych. 
Rekord życiowy: 78,90 (22 czerwca 2008, Stambuł). 

## Osiągnięcia
| Rok  | Impreza                              | Miejsce          | Lokata      | Wynik |
| ---- | ------------------------------------ | ---------------- | ----------- | ----- |
| 2000 | Igrzyska bałkańskie                  | Kawala           | 2. miejsce  | 71,87 |
| 2001 | I liga pucharu Europy                | Budapeszt        | 3. miejsce  | 70,95 |
| 2002 | I liga pucharu Europy                | Bańska Bystrzyca | 6. miejsce  | 73,98 |
| 2002 | Mistrzostwa krajów bałkańskich       | Bukareszt        | 2. miejsce  | 72,66 |
| 2002 | Światowe igrzyska wojskowych         | Tivoli           | 6. miejsce  | 80,99 |
| 2003 | II liga pucharu Europy               | Stambuł          | 1. miejsce  | 73,16 |
| 2003 | Igrzyska bałkańskie                  | Teby             | 2. miejsce  | 74,28 |
| 2004 | I liga pucharu Europy                | Płowdiw          | 3. miejsce  | 74,19 |
| 2004 | Mistrzostwa krajów bałkańskich       | Stambuł          | 1. miejsce  | 78,66 |
| 2005 | Zimowy puchar Europy w rzutach       | Mersin           | 5. miejsce  | 74,28 |
| 2005 | I liga pucharu Europy                | Leiria           | 2. miejsce  | 73,72 |
| 2005 | Igrzyska bałkańskie                  | Nowy Sad         | 1. miejsce  | 74,88 |
| 2006 | I liga pucharu Europy                | Saloniki         | 3. miejsce  | 75,40 |
| 2006 | Igrzyska bałkańskie                  | Zenica           | 3. miejsce  | 72,47 |
| 2007 | Zimowy puchar Europy w rzutach       | Jałta            | 5. miejsce  | 68,74 |
| 2007 | I liga pucharu Europy                | Mediolan         | 3. miejsce  | 73,54 |
| 2007 | Mistrzostwa krajów bałkańskich       | Sofia            | 1. miejsce  | 74,21 |
| 2007 | Światowe igrzyska wojskowych         | Hajdarabad       | 1. miejsce  | 77,16 |
| 2008 | Zimowy puchar Europy w rzutach       | Split            | 3. miejsce  | 71,28 |
| 2008 | I liga pucharu Europy                | Stambuł          | 1. miejsce  | 78,90 |
| 2008 | Mistrzostwa krajów bałkańskich       | Árgos Orestikó   | 3. miejsce  | 75,82 |
| 2009 | Zimowy puchar Europy w rzutach       | Teneryfa         | 10. miejsce | 71,02 |
| 2009 | I liga drużynowych mistrzostw Europy | Bergen           | 11. miejsce | 71,50 |
| 2009 | Igrzyska frankofońskie               | Bejrut           | 3. miejsce  | 74,65 |
| 2010 | Zimowy puchar Europy w rzutach       | Arles            | 7. miejsce  | 74,69 |
| 2010 | I liga drużynowych mistrzostw Europy | Budapeszt        | 5. miejsce  | 73,19 |
| 2011 | Zimowy puchar Europy w rzutach       | Sofia            | 13. miejsce | 67,47 |
| 2011 | I liga drużynowych mistrzostw Europy | Izmir            | 8. miejsce  | 71,57 |
| 2011 | Mistrzostwa krajów bałkańskich       | Sliwen           | 2. miejsce  | 70,30 |
| 2012 | Zimowy puchar Europy w rzutach       | Bar              | 16. miejsce | 65,12 |